# Liste von Persönlichkeiten der Gemeinde Königheim
Diese Liste von Persönlichkeiten der Gemeinde Königheim zeigt die Bürgermeister, Ehrenbürger, Söhne und Töchter der Gemeinde Königheim und deren Ortsteile (Königheim mit dem Weiler Weikerstetten, Brehmen, Gissigheim mit dem Dorf Gissigheim, dem Weiler Hof Esselbrunn und den Häusern Kettenmühle, Öl- und Sägmühle und Untere Mühle und Pülfringen mit dem Dorf Pülfringen und den Weilern Hof Birkenfeld und Hof Hoffeld), sowie weitere Persönlichkeiten, die mit Königheim verbunden sind. Die Liste erhebt keinen Anspruch auf Vollständigkeit.

## Bürgermeister
Bis 1806 standen an der Spitze der Gemeinde Königheim jeweils ein Rats- und ein gemeiner Bürgermeister (im 15. Jahrhundert auch als Heimbürger bezeichnet) sowie ein Schultheiß. Im Großherzogtum Baden führten die Gemeindeoberhäupter zunächst den Titel Vogt und ab 1831 Bürgermeister. Folgende Personen waren Bürgermeister von Königheim:
- 1329: Heinrich Bock (Schultheiß)[Anm. 1]
- 1420: Heinz Treu / Hans Beuschel (Heimbürger)[Anm. 2]
- 1551–1567: Hanns Meder (Schultheiß)
- 1810–1818: Anton Scherer
- 1819–1830: Franz Nikolaus Weirich
- 1830–1832: (Jos. Anton?) Faulhaber
- 1832–1835: Georg Anton Ebert
- 1835–1836: Zugelder
- 1836–1846: Franz Anton Geier
- 1846–1848: Michel Joseph Metzger
- 1848–1849: Philipp Jakob Bechtold
- 1849–1852: Franz Anton Geier
- 1852–1861: Johann Adam Zimmermann
- 1861–1876: Eduard Väth
- 1876–1895: Josef Anton Zimmermann
- 1896–1914: Josef Seitz
- 1914–1921: Anton Heß
- 1921–1921: Julius Bertold
- 1921–1923: Andreas Glock
- 1923–1933: Josef Kappler
- 1933–1945: Burkard Josef Bartholme
- 1945–1948: Karl Josef Trabold
- 1948–1972: Josef Honikel
- 1972–1992: Josef Steffan
- 1992–2016: Ewald Wolpert
- 2016–2024: Ludger Krug[1]
- Seit 2024: Ralf Dörr

## Ehrenbürger
Folgenden Personen, die sich in besonderer Weise um das Wohl oder das Ansehen der Kommune verdient gemacht haben, verlieh die Gemeinde Königheim (oder deren heutige Ortsteile als ehemals selbstständige Gemeinden) das Ehrenbürgerrecht:

### Ehrenbürger der Altgemeinden
- Wilhelm Weigand (* 1862 in Gissigheim; † 1949), Dichter und Schriftsteller (verliehen 1932 durch die damals noch selbstständige Gemeinde Gissigheim).

### Ehrenbürger der Gemeinde Königheim
- Franz Gehrig (* 1915; † 2012 in Königheim), katholischer Priester und Heimatforscher (verliehen 1985).
- Josef Blaschke († 2016), Ehrenbürger der Gemeinde Königheim, verstarb im Alter von 96 Jahren. Er war langjähriger Geschäftsführer der Firma Kärcher in Gissigheim, ehemaliger Gemeinderat von Königheim, Unterstützer der Vereine, Filmer und Fotograf bei örtlichen Ereignissen.[2]

## Söhne und Töchter der Gemeinde

### 18. Jahrhundert
- Lorenz Kap(p)ler (* 1765 in Königheim), Pädagogikprofessor an den Universitäten Ingolstadt und Landshut.

### 19. Jahrhundert
- Karl Höfer (* 1819 in Brehmen; † 1849), führender Mitkämpfer von Friedrich Hecker in der badischen Revolution 1848/49. Hingerichtet am 16. August 1849.
- Gottfried Bauer (* in Gissigheim; † 1849), badischer Revolutionär, am 4. Oktober 1849 in Rastatt erschossen.
- Alfred Spang (* 1876 in Königheim; † 1955), Tierarzt und Politiker
- Josephine Blesch (* 1886 in Königheim; ✝ 1981), Ministerialbeamtin, Außenpolitik-Expertin und Publizistin.
- Albert Schmitt SJ (* 1871 in Gissigheim; † 1948), Theologieprofessor in Innsbruck.
- Johannes Künzig (* 1897 in Pülfringen; † 1982), Volkskundler und Begründer des Johannes-Künzig-Instituts für ostdeutsche Volkskunde in Freiburg.

## Weitere mit Königheim in Verbindung stehende Personen

### 20. Jahrhundert
- Während der NS-Zeit ermordete Einwohner (1933–1945): Die während der Zeit des Nationalsozialismus von 1933 bis 1945 ermordeten Einwohner von Königheim werden in den Artikeln der jüdischen Gemeinden Gissigheim und Königheim erwähnt.
- Die 1985 geborene Florettfechterin Carolin Golubytskyi (mehrfache deutsche Meisterin) wuchs in Königheim auf.